# Karl Löbl
Karl Löbl (* 24. Mai 1930 in Wien; † 27. Jänner 2014 ebenda) war ein österreichischer Musikkritiker und Kulturjournalist.

## Leben
Karl Löbl entstammte, väterlicherseits, aus einer jüdischen und mütterlicherseits aus einer katholischen Familie. Der Vater Robert Löbl (1892–1963) trat am 10. Juni 1930 aus der jüdischen Konfession aus. Die Familie war beruhigter, als Karl im Braunhemd der Mitglieder des Deutschen Jungvolks (DJ) nach Hause kam. So konnte, laut seinen Erzählungen, die jüdische Abstammung in der NS-Zeit verborgen gehalten und die Familie von den NS-Verbrechen verschont werden. Nach der Matura studierte er zuerst Musikwissenschaft und Theaterwissenschaft, sowie ein Seminar für Musikkritik. Karl Löbl begann, ab 1950, bei der damals noch von der britischen Besatzungsmacht herausgegebenen Tageszeitung Weltpresse. Ab 1952 gestaltete er Hörfunk-Beiträge, erst beim unter amerikanischer Leitung stehenden Sender Rot-Weiß-Rot, dann bei der RAVAG.  Ab 1954 war er 26 Jahre lang Kulturchef bei Tageszeitungen: Bild-Telegraf, Express, zuletzt Kurier, dort auch von 1975 bis 1979 Chefredakteur.
Schon früh erlangte Löbl einen gewissen Ruf, als er 1956 maßgeblich am Wechsel einer Staatsoperndirektion beteiligt war. Der damals 25-jährige interviewte den Dirigenten Karl Böhm, seit 1954 wieder Wiener Staatsoperndirektor, als er von einem Amerika-Gastspiel nach Österreich zurückgekommen war und entlockte ihm hierbei das Statement, er denke nicht daran, seine internationale Karriere der Wiener Staatsoper zu opfern – was unmittelbar zum Direktorenwechsel führte.
1980 wurde Löbl Hauptabteilungsleiter Kultur beim Österreichischen Fernsehen (ORF), ab 1993 zusätzlich auch TV-Musikchef. Von 1986 bis 1998 bot er mit der aktuellen TV-Nachtkritik Nach der Premiere unmittelbar nach Ende der Vorstellungen noch aus dem Zuschauerraum einen kritischen Rückblick auf das Theaterereignis des Abends.
Ab 1968 gestaltete und moderierte Löbl die sonntägliche Hörfunksendung Lieben Sie Klassik? die 28 Jahre lang lief.
In einer kabarettistischen Faschingssendung des ORF stellte Löbl (zusammen mit Kammersänger Heinz Holecek) mit der Sempre-Piano-Kultur einen erfundenen Unsinn (Fake) als Innovation im Bereich der Gesangstechnik vor. Einige Leute glaubten tatsächlich an die Existenz dieses Fakes und ihrer Entwicklerin, der italo-amerikanischen Gesangspädagogin Allegra Tacet.
Nach seiner Pensionierung als „Kultur-Chef“ des Fernsehens moderierte Löbl bis 2003 beim ORF-Hörfunksender Österreich 1 den Klassik-Treffpunkt und übernahm anschließend (bis 2006) die Gestaltung und Moderation der Matineen Vor der Premiere von dem verstorbenen Marcel Prawy in der Wiener Staatsoper. Auch arbeitete er wieder für Printmedien (Kurier, Österreich, Die Bühne).
Er veröffentlichte auch Bücher: 1965 verfasste Löbl ein Werk über den Dirigenten Herbert von Karajan unter dem Titel Das Wunder Karajan. Außerdem verfasste er gemeinsam mit Robert Werba ein zweibändiges Lexikon mit Kommentaren zu den einzelnen Aufnahmen (erschienen 1983, Titel Opern auf Schallplatten).
Viele bezeichneten Löbl als „den profiliertesten Kulturredakteur des Landes“, nicht zuletzt wegen seiner Fernseh-Kommentare war er einer der bekanntesten Kritiker Österreichs.

## Privates
Karl Löbl war mit seiner Gattin Hermi Löbl, geb. Haslinger, Journalistin (1923–2012), 56 Jahre verheiratet gewesen. Mit ihr hat er zwei Kinder. In den letzten Jahren ihres Lebens hatte er seine Frau gepflegt, da sie an einem schweren Krebsleiden erkrankt war.
Er musste sich zwei Krebsoperationen und mehreren Chemotherapien unterziehen. Schließlich erlag er am 27. Jänner 2014 seinem langen Krebsleiden. Er wurde am Wiener Zentralfriedhof, (in der Nähe des 3. Tores, Grabstätten im Dienst der Wissenschaft: Gruppe 26/Nummer 0314/auf Friedhofsdauer), bestattet.

## Auszeichnungen (Auswahl)
1976: Dr.-Karl-Renner-Publizistikpreis
1995: Nicolai-Medaille der Wiener Philharmoniker in Gold

## Werke

### Bücher
- Das Wunder Karajan. 1965
- Opern auf Schallplatten. (mit Robert Werba) Band 1, 1983
- Opern auf Schallplatten. (mit Robert Werba) Band 2, 1983
- Der Balkonlöwe. 60 Jahre mit den Prominenten aus Oper, Theater und Fernsehen. 2013
- Nach den Premieren. Mein Leben in und mit der Oper. 2013

### Tonträger
- mit Heinz Holecek: Tacet – Leise, leise! Wie man was bleibt auf der Opernbühne ohne sich anzustrengen. Preiser Records PR 9916